# Chlorospingus semifuscus
Clorospingo-escuro ou saíra-sombria (Chlorospingus semifuscus) é uma espécie de ave da família Thraupidae.
Pode ser encontrada nos seguintes países: Colômbia e Equador.
Os seus habitats naturais são: regiões subtropicais ou tropicais húmidas de alta altitude.